# Обвалення покрівлі
Обвалення покрівлі, обрушення покрівлі (англ. roof caving, roof collapse, нім. Firstenbruch m, Zubruchwerfen n des Hangenden) — порушення цілісності, зсування гірських порід, які покривають пласт або рудне тіло корис-ної копалини, що супроводжується їх вивалом у гірничу виробку. Повне обвалення є одним із способів управління покрівлею в очисних вибоях. При міцних породах покрівель, схильних до зависання, застосовують примусове О.п. Мета такого О.п. — послабити дію гірничого тиску. У цьому випадку О.п. розуміється як управління гірничим тиском (покрівлею). В рудних шахтах іноді застосовують спец. системи розробки, в основу технології видобутку яких покладено принцип обвалення руд і вмісних порід. Закономірності О.п. при підземній розробці вивчають з метою обґрунтування систем розробки, вдосконалення методів розрахунку кріплення, правил охорони гірничих виробок і підземних споруд.